# Тимбер Пајнс (Флорида)
Тимбер Пајнс (енгл. Timber Pines) насељено је место без административног статуса у америчкој савезној држави Флорида.

## Демографија
По попису из 2010. године број становника је 5.386, што је 454 (-7,8%) становника мање него 2000. године.
| Група             | 2000.         | 2010.         |
| Белци             | 5.750 (98,5%) | 5.260 (97,7%) |
| Афроамериканци    | 22 (0,4%)     | 18 (0,3%)     |
| Азијати           | 16 (0,3%)     | 19 (0,4%)     |
| Хиспаноамериканци | 37 (0,6%)     | 77 (1,4%)     |
| Укупно            | 5.840         | 5.386         |